# Molí de Mont-rebei
El Molí de Mont-rebei és un antic molí del terme municipal de Sant Esteve de la Sarga, situat en el poble desaparegut de Mont-rebei.
Està situat a l'esquerra de la Noguera Ribagorçana, a ponent de la carretera local que relliga el Pont de Montanyana amb Sant Esteve de la Sarga. És just al nord de la Masia de Mont-rebei, a l'extrem de ponent del terme municipal.

## Etimologia
Es tracta d'un topònim romànic de caràcter descriptiu: és el molí més pròxim a l'antic poble dispers de Mont-rebei, que donava servei a la major part de pagesos d'aquest poble.